# Фёрстеманн, Эрнст
Эрнст Вильгельм Фёрстеманн (нем. Ernst Wilhelm Förstemann; Данциг, 18 сентября 1822 — Шарлоттенбург, Королевство Пруссия, 4 ноября 1906) — немецкий историк, математик, доктор лингвистики, библиотекарь, директор Саксонской земельной библиотеки. Известен как зачинатель исследований по ономастике и народной этимологии в Германии, а также благодаря плодотворному вкладу в первые годы майянистики в области расшифровки и понимания календарных элементов в доколумбовой письменности майя.

## Биография
Родился в Данциге в семье математика Вильгельма Августа Фёрстемана. Его семья происходила из Нордхаузена.
С 1831 по 1840 гг. учился в местной гимназии, где его отец работал учителем математики.
В 1840 г. Ферстеманн отправился изучать сравнительную лингвистику в Берлинский университет Гумбольдта, но в 1841 году переехал в Галле, где продолжил обучение в Галле-Виттенбергском университете. В течение университетских лет Фёрстеману особенно способствовали Карл Лахман, Франц Бопп и Август Потт.
По возвращения из Галле Фёрстеман был назначен помощником преподавателя в гимназии Данцига, а также работал частным репетитором до 1848 г. В 1845 г. он сдал специальный экзамен «Staatsexamen» в Берлине. Фёрстеманн оказался единственным участником конкурса, проводимого Якобом Гриммом, в котором требовалось знание имен, использовавшихся в Германии до 1100 года. И хотя он подал только черновик, он выиграл приз, и Гримм поддерживал его до публикации законченной работы в 1858 г.
В 1851 году Ферстеману предложили должность библиотекаря в Библиотеке принца Штольберг-Вернигероде, он уволился с должности в Данциге и поехал в Вернигероде. Работая там, добавил к фондам библиотеки около 20 000 томов. Кроме работы библиотекарем, Ферстеманн также преподавал в местной гимназии.
В 1865 г. Ферстемана пригласила в Дрезден Елизавета Людовика Баварская, вдова прусского короля Фридриха-Вильгельма IV. Там он заменил Густава Клемма на должности главного библиотекаря Королевской публичной библиотеки (ныне Саксонская государственная библиотека), где хранился Дрезденский кодекс. Ферстеман реорганизовал библиотеку и начал работать над новым каталогом. В 1887 году он подал в отставку в возрасте 65 лет, перейдя на менее напряженную работу — возглавил частную библиотеку короля и библиотеку Секундогенитур в Дрездене.
За свои заслуги Ферстеманн получил орден Альбрехта в 1892 году.
В последующие годы Ферстеман подготовил издание рукописи майя, а также несколько трактатов о нём. Его важнейшей заслугой стала реорганизация библиотеки. В 1894 году он расшифровал систему счисления майя.
В 1899 году Ферстеман вышел на пенсию и через год переехал в Шарлоттенбург, где умер 4 ноября 1906 года.

## Избранные труды
- Altdeutsches Namenbuch, 2 т., 1856/59 (обсуждение древних немецких собственных имен, первый том посвящен именам лиц, а второй — названиям мест)
- Über die Gräflich Stolbergische Bibliothek zu Wernigerode, 1866
- Mitteilungen der königlichen öffentlichen Bibliothek zu Dresden, 1866 и далее.
- Geschichte des deutschen Sprachstammes, 2 т. 1874/75 (переиздано в 1966; некоторые называют его важнейшей работой)
- Graf Christian Ernst zu Stolberg-Wernigerode, Hannover 1886.
- Zur Entzifferung der Mayahandschriften, 7 т. 1887/98
- Aus dem alten Danzig, 1820-40, 1900
- Zur Geschichte der Bücher-Sammlungen in der Grafschaft Wernigerode bis zum Dreißigjährigen Kriege, insbesondere der Sammlung Graf Wolfgang Ernst zu Stolberg (angelegt von etwa 1569—1606)., undated MS.